# Cardamine lazica
Cardamine lazica är en korsblommig växtart som beskrevs av Pierre Edmond Boissier och Benedict Balansa. Cardamine lazica ingår i släktet bräsmor, och familjen korsblommiga växter. Inga underarter finns listade i Catalogue of Life.